# فاليريو فيجا
فاليريو فيجا (بالإيطالية: Valerio Virga)‏ (6 يونيو 1986 بروما في إيطاليا - ) هو لاعب كرة قدم إيطالي في مركز الوسط. شارك مع منتخب إيطاليا تحت 18 سنة لكرة القدم ومنتخب إيطاليا تحت 19 سنة لكرة القدم ومنتخب إيطاليا تحت 21 سنة لكرة القدم. أما مع النوادي، فقد لعب مع نادي أسكولي ونادي باليرمو ونادي روما ونادي سيتاديلا ونادي نوفارا وPolisportiva Monterotondo Lupa ‏ وكوسينزا كالشيو وأوميغنة كالسيو 1906 ‏ ونادي أبريليا راسينغ كلوب ‏ ونادي غروسيتو ولانشانو كالتشيو 1920 ‏.

## روابط خارجية
- فاليريو فيجا على موقع قاعدة بيانات كرة القدم.إي يو (الإنجليزية)
- فاليريو فيجا على موقع Soccerway.com (الإنجليزية)
- فاليريو فيجا على موقع عالم كرة القدم.نت (الإنجليزية)